# Les Professionnels (série télévisée)
Pour les articles homonymes, voir Les Professionnels.
Les Professionnels (The Professionals) est une série télévisée britannique en 57 épisodes de 52 minutes, créée par Brian Clemens et diffusée entre le 30 décembre 1977 et le 6 février 1983 sur le réseau ITV1.
En France, la série a été diffusée à partir du 18 février 1989 sur TF1.

## Synopsis
Cette série met en scène les aventures de William Bodie et Raymond Doyle deux des meilleurs agents du CI5 (Criminal Intelligence 5), une organisation secrète chargée de maintenir la sécurité en Angleterre dont le patron est l'irascible George Cowley.

## Fiche technique
- Titre original : CI5 The Professionals
- Titre français : Les Professionnels
- Création : Brian Clemens
- Réalisation : William Brayne, Martin Campbell, Dennis C. Lewiston, Anthony Simmons, David Wickes, Dennis Abey, Ian Sharp, Douglas Camfield, Ray Austin, Christopher King, Chris Burt, Phil Meheux, Pat Jackson, Tom Clegg, Charles Crichton, Ernest Day, Sidney Hayers, Peter Medak, Francis Megahy, Raymond Menmuir, Pennant Roberts, Benjamin Wickers, Ferdinand Fairfax, Gerry O'Hara, James Allen, Roger Tucker, John Crome et Horace Ové
- Scénario : Brian Clemens, Ranald Graham, Gerry O'Hara, Anthony Read, Roger Marshall, Christopher Wicking, Edmund Ward, Don Houghton, Dennis Spooner, Stephen Lister, Tony Barwick, Simon Masters, Michael Armstrong, Jeremy Burnham, Peter Hammond, Michael Feeney Callan, Ted Childs, Robin Estridge, John Goldsmith, Douglas Watkinson, John Kruse, Christopher Menaul, Dave Humphries et Paul Wheeler
- Musique : Laurie Johnson
- Photographie : Dusty Miller, Ernest Steward, Norman G. Langley, Vernon Layton, Phil Meheux, Frank Watts, Graham Edgar, Michael J. Davis, Barry Noakes et Tony Imi
- Montage : Allan Killick, Robert C. Dearberg, Mike Campbell, Barry Peters, Bryan Freemantle et Ian Toynton
- Distribution : Maggie Cartier et Esta Charkham
- Création des décors : Malcolm Middleton et Tony Curtis
- Supervision des effets spéciaux : Alan Bryce
- Producteurs : Raymond Menmuir et Sidney Hayers
- Producteurs associés : Chris Burt, Ron Fry et Roy Stevens
- Producteurs exécutifs : Albert Fennell et Brian Clemens
- Compagnies de production : LWT et Mark 1 Productions
- Compagnie de distribution : ITV
- Pays d'origine :  Royaume-Uni
- Langue : Anglais
- Son : Mono
- Image : Couleurs
- Ratio écran : 1.33:1
- Format négatif : 16 mm (générique : 35 mm)
- Procédé cinématographique : Sphérique
- Genre : Action - Espionnage
- Durée : 57 x 50 minutes

## Distribution
- Gordon Jackson (VF : Jean Berger) : George Cowley
- Martin Shaw (VF : Bertrand Arnaud) : Raymond Doyle
- Lewis Collins (VF : Joël Martineau) : William Bodie

## Épisodes
L'intégralité des épisodes a été doublée en français.

### Première saison (1977-1978)
1. Danger public (Private Madness, Public Danger)
2. L'Élément féminin (The Female Factor) avec Walter Gotell
3. L'Échéance (Old Dog with New Tricks) avec Pamela Stephenson
4. Meurtre à longue portée (Killer with a Long Arm) avec Jonathan Hyde
5. L'Homme de la rue (Heroes) avec John Castle
6. Le Rat de la jungle (Where the Jungle Ends) avec David Suchet
7. Les Terroristes (Close Quarters) avec David Bradley
8. Suzy Carter (Everest Was Also Conquered) avec Richard Greene
9. Une nuit diablement chaude (When the Heat Cools Off) avec Lalla Ward
10. Les Nerfs en boule (Stake-Out)
11. Tir groupé (Long Shot) avec Ed Bishop
12. Annie sous protection (Look After Annie) avec Clifton Jones
13. Question de couleur (Klansman)

### Deuxième saison (1978)
1. Chasse à l'homme (Hunter, Hunted) avec Bryan Marshall
2. À l'arraché (The Rack) avec Michael Billington
3. Soir de première (First Night)
4. La Fuite en avant (Man Without a Past) avec John Carson
5. Dans l'intérêt du public (In the Public Interest) avec Stephen Rea
6. Le Traître (Rogue) avec Art Malik
7. Un fonctionnaire peu courtois (Not a Very Civil, Civil Servant) avec Maurice Denham
8. À l'est, du nouveau (A Stirring of Dust) avec André Morell
9. L'Arabie, c'est où, dites ? (Blind Run) avec Tony Jay
10. La Fille qui tombe à pic (Fall Girl) avec Pamela Salem

### Troisième saison (1979)
1. Nettoyage par le vide (The Purging of CI5) avec Christopher Fairbank
2. Marche arrière (Back Track) avec Liz Fraser
3. La Mort du sphinx (Stopover) avec William Morgan Sheppard
4. L'Échange (Dead Reckoning)
5. La Médecine qui tue (The Madness of Mickey Hamilton) avec Ian McDiarmid
6. Fausse piste (A Hiding to Nothing)
7. Double vengeance (Runner) avec Michael Kitchen
8. La Loi du marché (Servant of Two Masters)

### Quatrième saison (1980)
1. Secret défense (The Acom Syndrome) avec Michael Craig
2. L'Ange vengeur (Wild Justice) avec Sarah Douglas
3. La Fugitive (Fugitive) avec Michael Byrne
4. Coupable ou pas coupable (Involvement) avec William Russell
5. La Proie (Need to Know) avec Richard LeParmentier
6. Chinoiseries (Take Away)
7. Amnésie (Blackout) avec Ben Cross
8. Sports sanglants (Blood Sports) avec Pierce Brosnan
9. La Boîte noire (Slush Fund) avec Stuart Wilson
10. Le Passeur (The Gun)
11. Dix tonnes de lingots (Hijack)
12. La pitié ne nourrit pas son homme (Mixed Doubles)
13. Un week-end à la campagne (A Weekend in the Country)
14. Faux frères (Kickback) avec James Faulkner
15. Quand la police s'en mêle (It’s Only a Beautiful Picture) avec Moray Watson

### Cinquième saison (1982-1983)
1. Nid d'aigle (Foxhole on the Roof)
2. Opération Suzie (Operation Susie) avec Alice Krige
3. Tout se passera bien (You'll Be All Right) avec Derrick O'Connor
4. La Guerre de Lawson (Lawson's Last Stand) avec Michael Culver
5. Découvert dans un cimetière (Discovered in a Graveyard)
6. Des gens sans importance (Spy Probe)
7. Sueurs froides (Cry Wolf) avec Simon Templeman
8. Le Piège diplomatique (The Untouchables) avec Robert Flemyng
9. La Situation Ojuka (The Ojuka Situation) avec Charles Dance
10. Un certain Quinn (A Man Called Quinn) avec Steven Berkoff
11. Action terroriste (No Stone)

## Commentaires
Créée par l'équipe de Chapeau melon et bottes de cuir, cette série, souvent critiquée pour sa violence, a néanmoins connu un succès considérable au Royaume-Uni.
Une nouvelle version de la série, intitulée Les Nouveaux Professionnels (CI5: The New Professionals), a vu le jour à la fin des années 1990.
Martin Shaw est le second rôle principal de l'épisode Obsession (saison 8, TNA) de la série Chapeau melon et bottes de cuir. Son acolyte est joué par... Lewis Collins ! Nous avons donc le duo central des Professionnels dans cet épisode. D'ailleurs, avant de le quitter dans l'épisode, Collins dit à Shaw : « Maybe we should work together again, we're a good team » (« Peut être devrions-nous retravailler ensemble, on forme une bonne équipe ! »). Coïncidence ? Cet épisode fut-il un « test » pour les futurs Doyle et Bodie ? Non ! Brian Clemens, l'âme de ces deux séries, affirme que cet épisode a été réalisé au même moment que débutait le tournage des premiers épisodes des Professionnels (qui correspond à la fin de Chapeau Melon) et qu'en fait, il avait déjà choisi le futur duo central. La réplique de Collins est donc plus un clin d'œil futur, annonciateur de la nouvelle série.
La voiture utilisée dans la série est une Ford Capri 3.0S (Mk.3).
Outre les fameuses Ford Capri utilisées dans la série, on retrouve également une Rolls-Royce Silver Shadow grise, dans de nombreux épisodes ( Chassis SRH2971 ) tels :  Le rat de la jungle, Secret défense, un week-end à la campagne, Sports sanglants, Le piège diplomatique ( source imcdb.org ).

## DVD
- France :

Plusieurs coffrets regroupant l'intégrale de la série sont sortis en France sur le support DVD chez l'éditeur LCJ Éditions.
1. Les Professionnels Volume 1 : 13 épisodes regroupant l'intégrale de la saison 1 (Coffret 4 DVD-9). Date de sortie : 7 février 2013. ASIN B00ARD2EHW.
2. Les Professionnels Volume 2 : 12 épisodes regroupant l'intégrale de la saison 2 (10 épisodes) ainsi que les 2 premiers épisodes de la saison 3 (Coffret 4 DVD-9). Date de sortie : 20 août 2013. ASIN B00DL18IR2.
3. Les Professionnels Volume 3 : 12 épisodes regroupant les 6 derniers épisodes de la saison 3 ainsi que les 6 premiers épisodes de la saison 4 (4 DVD-9). Date de sortie : 15 février 2014. ASIN B00HHE4BZM.
4. Les Professionnels Volume 4 : 10 épisodes regroupant les 9 derniers épisodes de la saison 4 ainsi que le 1er épisode de la saison 5 (4 DVD-9). Date de sortie : 3 février 2015. ASIN B00RVWNNJA.
5. Les Professionnels Volume 5 : Les 10 derniers épisodes de la saison 5 (4 DVD-9). Date de sortie : 2 septembre 2015. ASIN B012CPXH8C.

Les copies n'ont pas été restaurées au format plein écran d'origine. L'audio est en Français et en Anglais non sous-titré. Aucun supplément n'est présent dans les coffrets.